# Ключанский (хутор)
Ключанский — опустевший хутор в Нехаевском районе Волгоградской области России. Входит в Тишанское сельское поселение.

## География
Расположен в северо-западной части региона, на востоке Нехаевского района, у реки Хопёр.
Уличная сеть не развита.
Абсолютная высота 90 метров над уровнем моря.

## История
Во время переписи 2002 года входил в Соколовский сельсовет.
В соответствии с Законом Волгоградской области от 24 декабря 2004 года № 977-ОД «Об установлении границ и наделении статусом Нехаевского района и муниципальных образований в его составе», хутор вошёл в состав образованного Тишанского сельского поселения.

## Население
| 2010 |
| ---- |
| 0    |

Национальный состав
Согласно результатам переписи 2002 года, в национальной структуре населения
русские составляли 100 % от общей численности населения в 2 чел..

## Инфраструктура
Было развито личное подсобное хозяйство.

## Транспорт
Просёлочные дороги.